# Preußischer Landtag (Gebäude)

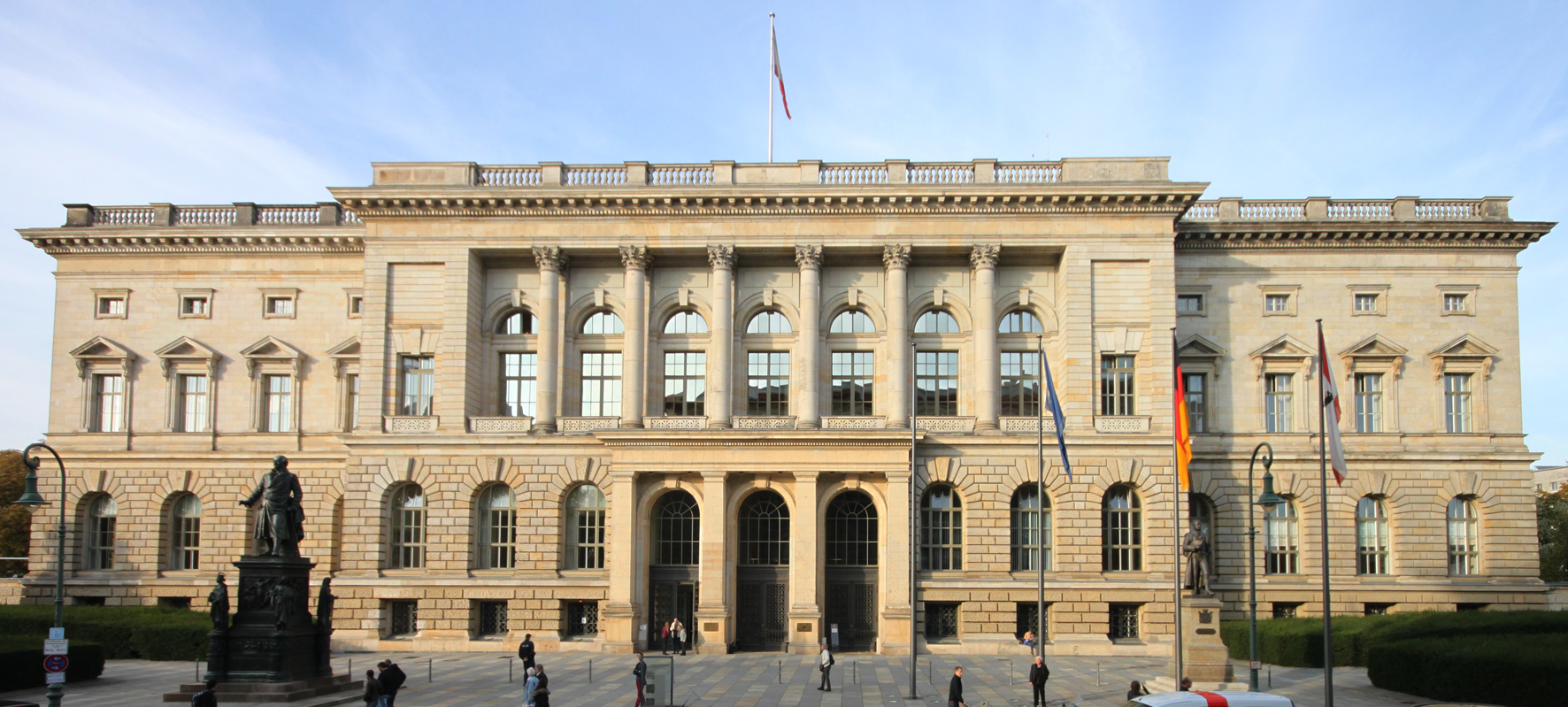
Preußischer Landtag, seit 1993 Sitz des Berliner Abgeordnetenhauses

Der Preußische Landtag ist ein Baudenkmal im Berliner Ortsteil Mitte, Niederkirchnerstraße 5. Es wurde in den Jahren von 1892 bis 1897 nach Plänen des Architekten Friedrich Schulze für das Abgeordnetenhaus der preußischen Monarchie im Stil der Neorenaissance errichtet. Im Freistaat Preußen diente es von 1918 bis 1933 dem Landtag. Seit 1993 ist es Sitz des Berliner Abgeordnetenhauses. Das Parlamentsgebäude steht an der Nordseite der Niederkirchnerstraße, der früheren Prinz-Albrecht-Straße.

## Gebäude

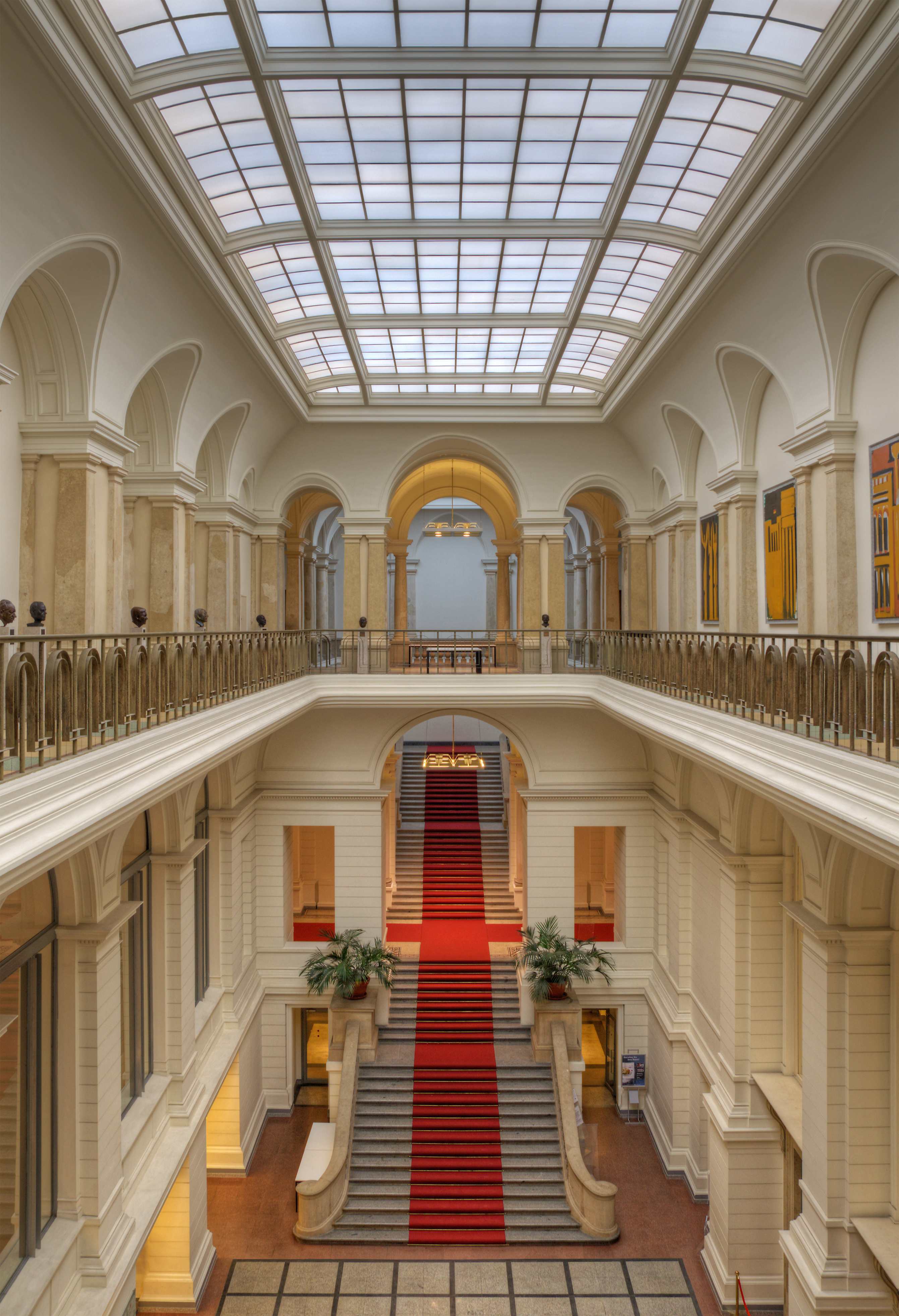
Treppenhalle des Preußischen Landtags

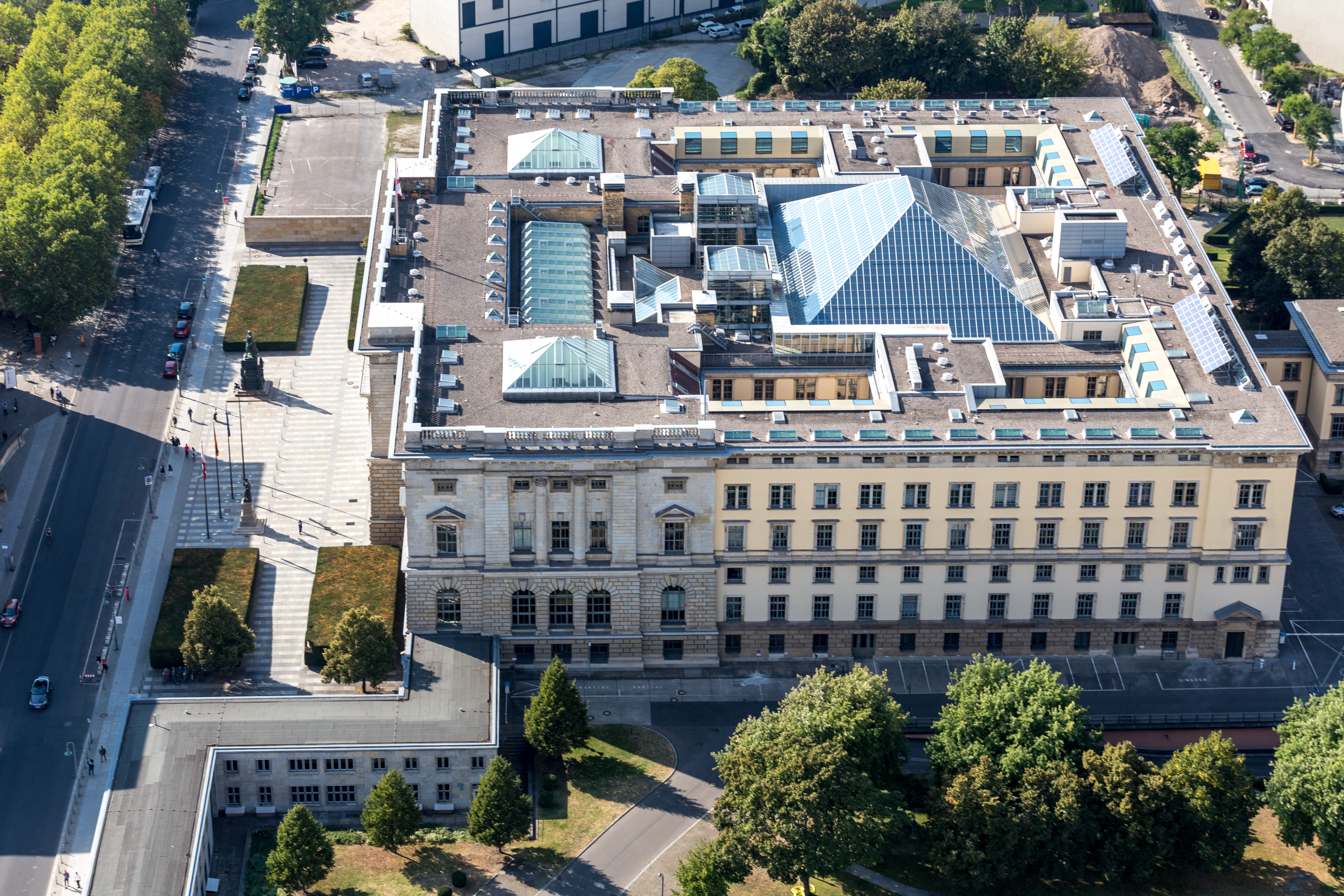
Luftbild des Preußischen Landtags

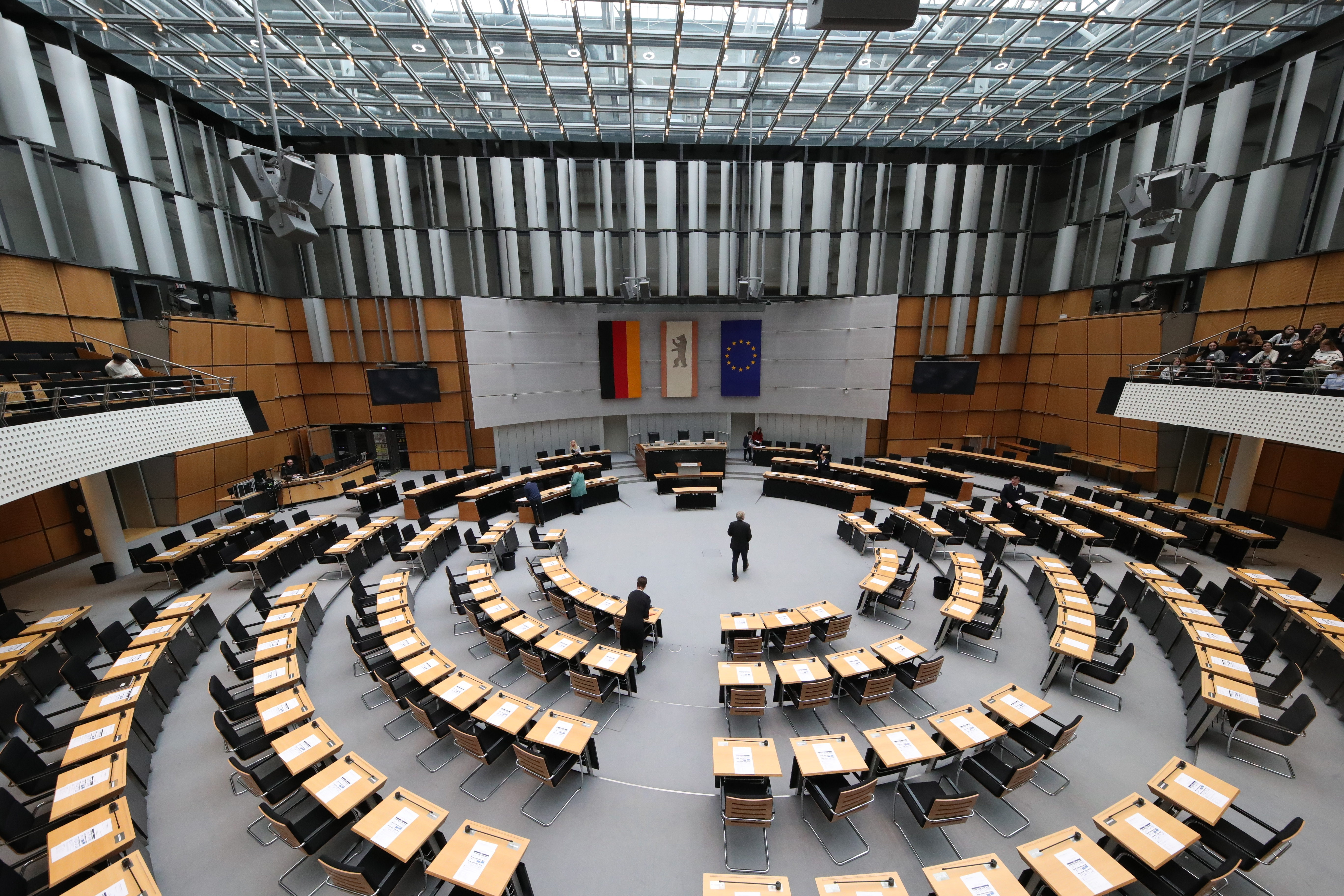
Plenarsaal des Abgeordnetenhauses, April 2023

Das Gebäude des preußischen Abgeordnetenhauses wurde am 16. Januar 1899 mit einer feierlichen Parlamentssitzung eröffnet. Es wurde von der Fachpresse sehr gelobt, es galt sogar als das gelungenere Parlamentsgebäude im Vergleich zum Reichstagsgebäude. Dies zeigt sich auch darin, dass in seiner heutigen Nutzung viele Räume die unveränderte Funktion haben, also wenig Umbauten notwendig waren. Der Baustil der Neorenaissance war, wie in Ansätzen auch beim Reichstag, bewusst als „Bürgerstil“ gewählt worden.
Innen war das Gebäude vornehm, aber im Vergleich zum Reichstagsgebäude eher dezent ausgestattet. Den Plenarsaal schmückten zwei Statuen – die Allegorien des Rechts und des Gesetzes – sowie mehrere große Wandbilder, die Ansichten der wichtigsten preußischen Städte zeigten: Zur Front hin das Berliner Schloss, das Königsberger Schloss und den Magdeburger Dom, an der Westseite die Ansichten von Köln, Frankfurt am Main und Münster jeweils mit ihren Hauptkirchen, an der Ostseite Kiel, Stettin und Danzig mit ihren Häfen sowie an der Südseite Posen, Breslau und Hannover mit ihren Rathäusern.
Von 1899 bis 1904 wurde am nördlich angrenzenden Grundstück zur Leipziger Straße hin ein Neubau für das Preußische Herrenhaus errichtet, das heute als Bundesratsgebäude dient. Beide Häuser sind durch ein gemeinsames Kantinen- und Wirtschaftsgebäude verbunden.

## Nutzung

### 1899–1918: Preußisches Abgeordnetenhaus
Als Volkshaus des Preußischen Landtags errichtet, diente es dessen zweiter Kammer, dem Abgeordnetenhaus, von 1899 bis 1918 als Sitz. Zuvor tagte das Preußische Abgeordnetenhaus im Palais Hardenberg. Die erste Kammer war  das Preußische Herrenhaus. Gemeinsam bildeten diese zwei Kammern den „Preußischen Landtag“. Neben den beiden Kammern hatte auch das Preußische Staatsministerium Sitzungssäle und Arbeitsräume in dem Gebäudekomplex.

### 1918–1933: Preußischer Landtag
In der Zeit der Weimarer Republik trat an die Stelle des Abgeordnetenhauses der Preußische Landtag und an die des Herrenhauses als eine „zweite Kammer“ der Preußische Staatsrat.

### 1933–1990: Preußenhaus, Haus der Flieger, Haus der Ministerien
Das Gebäude des Landtags wurde in der Zeit des Nationalsozialismus ab Juli 1934 zeitweise vom Volksgerichtshof genutzt und dann zunächst zum Preußenhaus, später zum Haus der Flieger als Teil des Reichsluftfahrtministerium umgestaltet. Das Haus wurde im Zweiten Weltkrieg stark beschädigt. 
Von der DDR teilweise wiederaufgebaut, beherbergte das Gebäude von 1946 bis 1949 die Deutsche Wirtschaftskommission, von 1949 bis 1953 den Ministerrat der DDR unter Otto Grotewohl und ab 1961 die Staatliche Plankommission als Teil des Hauses der Ministerien II. Zudem bestanden hier Horcheinrichtungen des Ministeriums für Staatssicherheit.

### Seit 1990: Abgeordnetenhaus von Berlin
Das Abgeordnetenhaus des wiedervereinigten Berlins entschied im Oktober 1990, vom Rathaus Schöneberg in das historische Gebäude umzuziehen. Nach aufwendiger Modernisierung und Renovierung wurde das nun offiziell „Preußischer Landtag“ genannte Haus am 29. April 1993 in Betrieb genommen.
Auf dem Vorplatz stehen seit 2003 links das Stein-Denkmal und seit 2011 rechts das Hardenberg-Denkmal. Die beiden Bronzestandbilder zu Ehren der preußischen Reformer, Karl Freiherr vom Stein und Karl August Fürst von Hardenberg, waren ursprünglich auf dem Dönhoffplatz errichtet worden.